# オオカラモズ
オオカラモズ（大唐百舌、学名：Lanius sphenocercus）は、スズメ目モズ科モズ属に分類される鳥類である。

## 分布
中国北部から中部、朝鮮半島北部で繁殖し、冬は中国南部で越冬する。
日本では冬鳥または旅鳥として渡来するが、数は非常に少ない。

## 形態
全長約31cm。雌雄同色である。頭上から背中、腰は灰色で、尾は黒く長い。翼は黒く、初列風切の基部と次列風切の基部は白い。飛翔時には白い部分がよく目立つ。眉斑は白く通眼線は黒い。

## 生態
広い農耕地や草原、草木のある干拓地等に生息する。繁殖期以外は、単独で生活するものが多い。電線や枯れ枝、杭等にとまったり、低空飛行をして獲物を探す。
食性は動物食で主にネズミ等の小型哺乳類を捕食する。また昆虫類や小型の鳥類も捕食する。
鳴き声は、「キィ　キィ　キィ」。